# Порт Эверглейдс
Эверглейдс (англ. Port Everglades) —  морской порт в Форт-Лодердейле, штат Флорида. Является одним из самых значимых экономических центров юга Флориды. Открыт в 1928 году. По состоянию на конец 2019 года входит в число самых загруженных портов в мире.

## История
Работы по строительству порта, призванного облегчить транспортировку продукции сельского хозяйства, начались по инициативе Торгового совета Флориды. В 1913 году мэр Форт-Лодердейла Уильям Маршалл совместно с Фрэнком Странахеном организовал компанию Fort Lauderdale Harbor, которая должна была начать строительство на месте озера Мейбл, отделённого от океана небольшой песчаной косой. Важную роль в дальнейшем развитии порта сыграл Джозеф Уэсли Янг, основатель города Холливуд, который в 1924 году купил 1 440 акров земли, прилегающей к озеру. По мнению Янга, наличие глубоководного порта с выходом в океан должно было способствовать развитию города и округа Броуард, где в то время проживало менее 30 тысяч человек. 
В 1926 году Янг оставил проект из-за последствий разрушительного урагана и краха рынка недвижимости. Годом позже решением легислатуры Флориды было создано Портовое управление округа Броуард. Открытие порта состоялось в 1928 году, к концу которого оборот проходящих грузов хлопка достиг 100 тысяч долларов. Название «Эверглейдс» он получил в 1930 году.

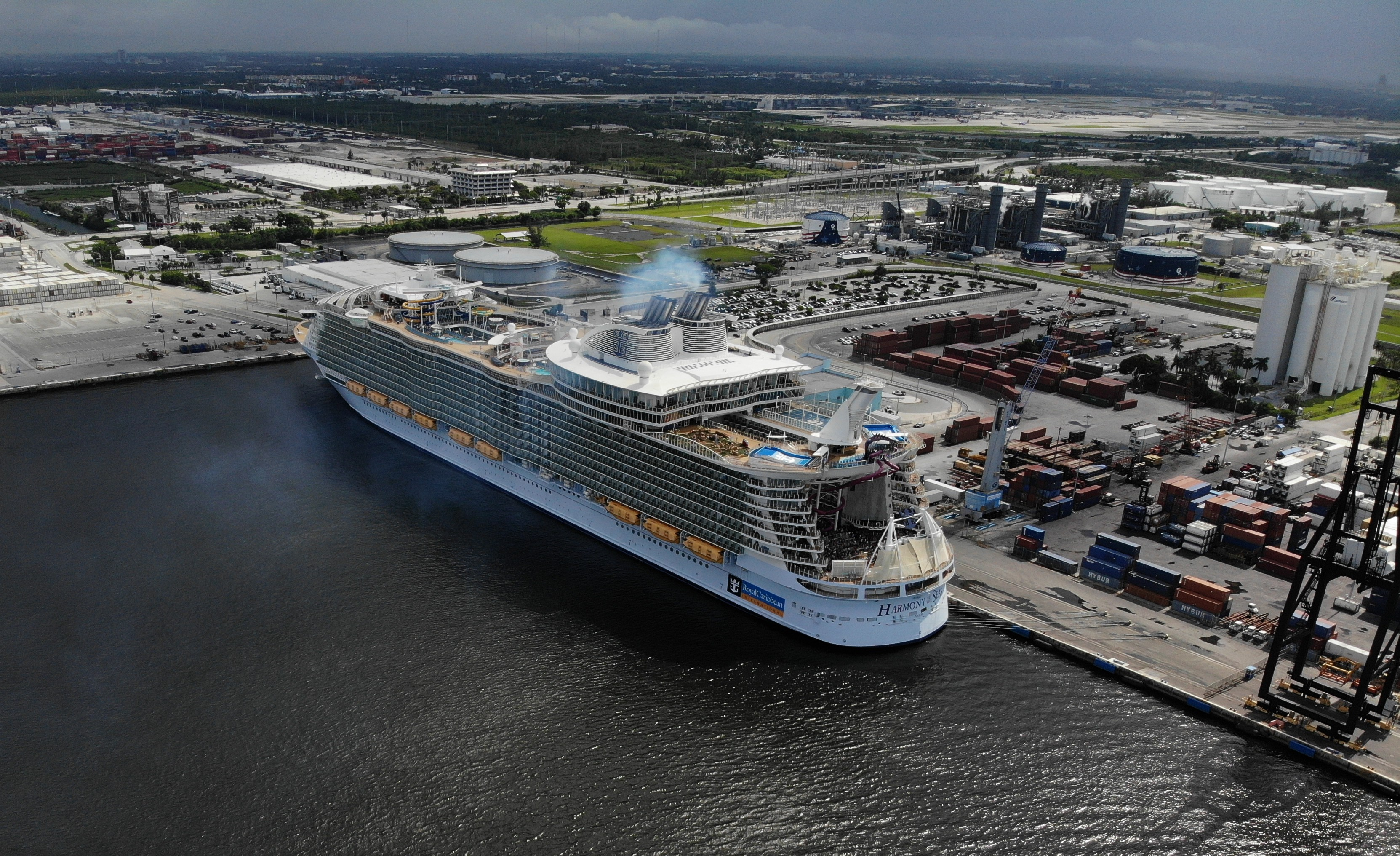
Лайнер Harmony of the Seas в порту Эверглейдс.

В 1940-х годах порт активно использовался в военных целях, а в следующем десятилетии стал популярен как одна из точек круизных маршрутов. Развитие Эверглейдс продолжалось и в 1960-е годы на его территории была введена в строй электростанция, а доминирующими грузами в обороте стали нефтепродукты. В 1965 году руководящая им организация была переименована в Портовое управление Эверглейдс.
Первый портальный кран на территории порта заработал в конце 1970-х годов, а к концу следующей декады их было уже три. Тогда же был открыт восьмой круизный терминал, общее количество причалов Эверглейдс достигло тридцати. В 1990-х годах он вырос в один из крупнейших контейнерных портов США.
По состоянию на конец 2019 года Эверглейдс входил в число трёх самых загруженных портов мира, ежегодно принимая около 4 млн пассажиров. Первого декабря 2019 года здесь был зафиксирован мировой рекорд, по количеству пассажиров за день — 55 964 человека. Предыдущее достижение, также принадлежавшее Эверглейдс, было превышено на 79 пассажиров. 

## Статистика
По данным на 2019 год основными направлениями контейнерных грузоперевозок были порты Центральной Америки (38 %) и Карибского бассейна (31 %).
| Данные о перевозимых контейнерных грузах на 2019 год | Данные о перевозимых контейнерных грузах на 2019 год | Данные о перевозимых контейнерных грузах на 2019 год | Данные о перевозимых контейнерных грузах на 2019 год | Данные о перевозимых контейнерных грузах на 2019 год |
| №                                                    | Груз                                                 | в TEU                                                | в тоннах                                             | в долларах США                                       |
| ---------------------------------------------------- | ---------------------------------------------------- | ---------------------------------------------------- | ---------------------------------------------------- | ---------------------------------------------------- |
| 1                                                    | Швейные изделия                                      | 59 383                                               | 408 846                                              | 6 752 578 884                                        |
| 2                                                    | Продукция машиностроения                             | 56 180                                               | 701 614                                              | 4 504 634 546                                        |
| 3                                                    | Прочие продукты питания                              | 54 179                                               | 502 208                                              | 1 088 485 278                                        |
| 4                                                    | Автомобили                                           | 38 581                                               | 121 017                                              | 1 091 035 391                                        |
| 5                                                    | Напитки                                              | 37 570                                               | 480 430                                              | 454 151 834                                          |
| 6                                                    | Продукция сталелитейной промышленности               | 21 407                                               | 201 714                                              | 560 528 737                                          |
| 7                                                    | Бумага                                               | 20 661                                               | 229 788                                              | 327 586 328                                          |
| 8                                                    | Автозапчасти                                         | 19 514                                               | 134 487                                              | 428 809 042                                          |
| 9                                                    | Древесина                                            | 17 648                                               | 207 236                                              | 207 030 586                                          |
| 10                                                   | Текстиль                                             | 17 074                                               | 150 944                                              | 874 795 128                                          |